# Vœllerdingen
Vœllerdingen é uma comuna francesa na região administrativa de Grande Leste, no departamento Baixo Reno. Estende-se por uma área de 12,97 km². Em 2010 a comuna tinha 434 habitantes (densidade: 33,5 hab./km²).